# Prohod
El Prohod, que es podria traduir del romanès com a rèquiem, és en la tradició cristiana ortodoxa el nom amb què es coneix la cerimònia, normalment cantada, dels funerals de Jesucrist durant el Divendres Sant. També existeix un prohod per a la Verge Maria, que es canta el vespre del 14 d'agost, com a vigília del Dia de l'assumpció.
Genèricament també pot donar-se aquest nom a tota missa de difunts.